# بروکوستلا
بروکوستلا (به ایتالیایی: Broccostella) یک کومونه در ایتالیا است که در استان فروزینونه واقع شده‌است.

## خصوصیات
بروکوستلا ۱۲٫۰ کیلومترمربع مساحت و ۲٬۷۰۴ نفر جمعیت دارد و ۲۹۳ متر بالاتر از سطح دریا واقع شده‌است.

## خواهرخوانده
شهر Navan خواهرخواندهٔ بروکوستلا هست.